# Dennis Marshall
Dennis Marshall Maxwell (ur. 9 sierpnia 1985, zm. 23 czerwca 2011), kostarykański piłkarz, obrońca.
Mógł występować na środku lub boku obrony. Wychowywał się w AD Limonense, następnie grał w kostarykańskich zespołach Puntarenas i Herediano. W 2009 został piłkarzem duńskiego Aalborg BK. W reprezentacji debiutował 6 czerwca 2009. W ciągu dwóch lat rozegrał w kadrze 19 spotkań. Jedynego gola strzelił w czasie rozgrywanego w ramach Złotego Pucharu CONCACAF w 2011 spotkania z Hondurasem (1:1, karne 2:4). Znajdował się w składzie na ten turniej w 2009.
Zginął w wypadku samochodowym w czasie pobytu w ojczyźnie.